# Amore, cucina e curry
Amore, cucina e curry (The Hundred-Foot Journey) è un film del 2014 diretto da Lasse Hallström su una sceneggiatura di Steven Knight.
Il film è un adattamento cinematografico del romanzo Madame Mallory e il piccolo chef indiano scritto da Richard C. Morais. È interpretato da Helen Mirren, Om Puri, Manish Dayal e Charlotte Le Bon.

## Trama
Dopo la tragica scomparsa della madre nel corso di un incendio nel ristorante di famiglia, provocato da rivalità politiche, il giovane Hassan Kadam si trasferisce da Mumbai in Europa con la sua famiglia alla ricerca di una vita migliore. La meta definitiva diventa subito Saint-Antonin-Noble-Val, un paesino francese trovato per caso in cui il padre vede la possibilità di concretizzare un futuro di prosperità proseguendo l’attività di ristoratori. Il locale, a cui viene dato il nome di "Maison Mumbai", viene aperto, ma i problemi non tardano ad arrivare in quanto il posto scelto è proprio di fronte al ristorante "Le Saule Pleureur", premiato dalla Guida Michelin, di proprietà dell'austera Madame Mallory e in cui lavora lo chef Marguerite, di cui Hassan si innamora.
I due ristoranti rappresentano due modi di pensare e cucinare completamente diversi: da un lato c’è il ristorante di Madame Mallory, serio, austero e raffinato, dall’altro c’è quello colorato, pieno di rumori, sapori e profumi di Hassan. Inizia così una "guerra" culinaria e culturale tra due diverse realtà, fatta di boicottaggi, sabotaggi, querele e dispetti, che culminerá con l’incendio del "Maison Mumbai". Tale episodio convince Madame Mallory del fatto che continuare a farsi la guerra a vicenda è inutile: così, licenzia lo chef responsabile dell'incendio e, in seguito, accetta la proposta di Hassan di assaggiare un'omelette da lui preparata. Intuendo che è molto bravo e può far carriera, la donna convince il padre del ragazzo a farlo assumere al "Saule Pleureur".
Hassan si ritrova così a lavorare per la concorrenza: Madame Mallory ha capito il suo valore e ora lo elogia continuamente. Nel giro di poco tempo, il ristorante ottiene un grande successo (anche grazie ad alcune spezie che Hassan si è portato dall’India e che usa nei suoi piatti), tanto da ricevere la seconda stella Michelin. Il successo, però, porta Hassan ad accettare un lavoro a Parigi, molto lontano da quel villaggio francese che gli ha regalato un lavoro, il coraggio di osare e, soprattutto, l'amore: si vede dunque costretto a lasciare Marguerite, con la speranza di ritrovarsi.
A Parigi, Hassan ha il successo che merita e tutti lo amano. Ma a un certo punto, dopo un anno e tanti elogi da parte della stampa specializzata e delle personalità influenti nel campo della cucina e della ristorazione, Hassan inizia a sentire nostalgia di casa e decide di ritornare a Saint-Antonin-Noble-Val. Lì ritrova Marguerite e il padre, che nel frattempo si è fidanzato con Madame Mallory. I due ristoranti ormai si abbracciano e hanno dato vita ad un'unica, grande famiglia: a sancirne definitivamente l'unione è la stessa Madame Mallory, che affida ad Hassan e Marguerite la gestione totale del "Saule Pleureur", con l'obiettivo di conquistare la terza stella.

## Distribuzione
Il film è stato distribuito nelle sale cinematografiche statunitensi l'8 agosto 2014, mentre in Italia è uscito il 9 ottobre 2014.
Mentre negli Stati Uniti il film è distribuito dalla Touchstone Pictures, in Italia è distribuito dalla Universal Pictures in collaborazione con Leone Film Group e The Space Movies.

## Accoglienza

### Botteghino
Costato 22 milioni di dollari, Amore, cucina e curry ha incassato $10,979,290 negli Stati Uniti nella sua settimana d'apertura, finendo al quarto posto al botteghino, ed è arrivato a incassare $54,240,821 negli Stati Uniti e $35,273,632 nel resto del mondo per un totale mondiale di$89,514,453.

### Critica
Su Rotten Tomatoes, il film detiene un indice di gradimento del 68% basato su 148 recensioni, con un punteggio medio di 6.2/10; il consenso della critica dichiara: "Lasse Hallström fa un bel lavoro ed Helen Mirren è sempre uno spettacolo, ma il film compie un tragitto già percorso da numerose commedie di bella vita." Su Metacritic, il film detiene un punteggio medio di 55 su 100 in base a 36 recensioni, indincando un'accoglienza "sulla media". Su CinemaScore il film detiene il grado "A" su una scala da A+ a F.

## Riconoscimenti
- 2015 - Golden Globe
  - Nomination Migliore attrice in un film commedia o musicale a Helen Mirren